# Roberto Pansera
Vicente Roberto Pansera (* 20. Mai 1932 in Mar del Plata; † 6. März 2005 in Buenos Aires) war ein argentinischer Bandoneonist, Organist, Bandleader, Arrangeur und Komponist.

## Leben
Pansera wuchs ab dem vierten Lebensjahr in Buenos Aires auf. Er spielte zunächst nach Gehör Bandoneon und wurde dann Schüler von Domingo Federico. 1944 debütierte er neben José Libertella im Sextett von Cristóbal Herreros. Hier lernte er auch Roberto Pérez Prechi kennen, den er später bei Osvaldo Fresedo wieder traf. 1945 nahm ihn Juan Carlos Cobián in seine Formation auf. 
Seine nächste Station war das Orquesta Francini-Pontier, wo er mit Pontini, Ángel Domínguez und Nicolás Paracino die Bandoneonsektion bildete. In dieser Zeit lernte er Astor Piazzolla kennen, der ihn ermutigte, seine musikalische Ausbildung zu vertiefen und ihn zu Alberto Ginastera vermittelte. Ginastera unterrichtete ihn in Harmonielehre und Komposition, gab ihm Klavierunterricht und verschaffte ihm ein Stipendium zum weiteren Studium an der Accademia Nazionale di Santa Cecilia in Rom.
Nach seiner Rückkehr schloss er sich dem Orchester des Pianisten Lalo Scalises an, das in einem Seebad in Punta del Este auftrat. 1950 schloss er sich gemeinsam mit Scalise dem Orchester Fresedos an. Hier war er Arrangeur für eine Reihe von Aufnahmen des Orchesters bei den Labels Odeon und Columbia. 1954 komponierte er die Musik für Homero Cárpenas Film Se necesita un hombre con cara de infeliz. Im Folgejahr engagierte ihn Piazzolla für sein Octeto Buenos Aires (in der Besetzung Piazzolla und Pansera Bandoneons, Enrique Francini und Hugo Baralis Geigen, José Bragato Cello, Horacio Malvicino elektrische Gitarre, Atilio Stampone Klavier und Juan Vasallo Kontrabass).
1956 kehrte Pansera zu Fresedo zurück, mit dessen Orchester er jede Nacht im Nachtclub Rendez-Vous auftrat. Dort war eines Nachts Dizzy Gillespie zu Gast, der mit dem Orchester improvisierte und im Anschluss Pansera in die USA einlud. Dieser unternahm daraufhin Ende 1956 eine Tournee entlang der Pazifikküste der USA, bei der er auch den Schauspieler Jerry Lewis kennenlernte, und nahm in dieser Zeit das Album Pansera 3, teils mit eigenen Kompositionen auf.
Nach seiner Rückkehr nach Argentinien gründete er eine eigene Formation mit der Sängerin Gloria Wilson. Ab 1964 leitete er das Orchester, das Néstor Fabián bei seinen Auftritten und Aufnahmen begleitete. Mit Fresedo und Roberto Lambertucci komponierte er die elf Nummern des Albums Los 10 mandamientos. 1969 nahm er die Titel Barriada de tango (mit Roberto Florio) und Yo pecador (mit Carlos Dante) beim Label Alanicky auf und wirkte als Begleiter an Aufnahmen Reynaldo Martíns, Roberto Goyeneches und Mercedes Sosas mit.
1970 nahm er an einer Tournee des Orchesters José Bassos durch Japan und danach durch Venezuela teil. Diesem gehörten die Geiger Oscar Rodríguez, José Fernández, Armando Husso und José Singlia, die Bandoneonisten Juan Carlos Bera, Eduardo Corti und Lisandro Adrover, der Bassist Francisco de Lorenzo und die Sänger Alfredo Belusi und Carlos Rossi an. Nach seiner Rückkehr nach Argentinien wurde er Mitglied im Orchester von Mariano Mores.
1982 wurde er zum Präsidenten der Sociedad Argentina de Autores y Compositores gewählt. Die Yale University zeichnete 1984 sein Concerto for wind instruments als beste lateinamerikanische Komposition aus. 1985 komponierte er gemeinsam mit Domingo Federico die Tangooper Evita. Volveré y seré millones nach einem Text von Miguel Jubany, die mit den Sängern Carlos Acuña, Antonio Tormo und Nelly Vázquez und dem Dichter Héctor Gagliardi aufgeführt wurde. 2003 gründete er das Jugend-Tangoorchester El Espejo de Aníbal Troilo, dessen Dirigent und Arrangeur er war.